# Penicillium carneum
Penicillium carneum (пеніцил м'ясний) — вид грибів роду Penicillium.
Penicillium roqueforti var. carneum був у 1996 році перекласифікований у Penicillium carneum. Penicillium carneum був виділений із зіпсованих м'ясних продуктів, силосу, житнього хліба, води, пива, сиру, пліснявих дріжджів та корку. Penicillium carneum виробляє патулін, пеніцилієву кислоту, пенітрем А, мікофенолову кислоту та рокфортини.